# Ferenc József-sziklák
A Ferenc József-sziklák (románul: Stâncile Franz Josef) egy sziklaegyüttes a Bucsecs-hegységben, Szinaja városától északnyugatra. Három sziklából áll, melyeken kilátóteraszokat alakítottak ki, és melyekről kiváló panoráma nyílik a Prahova völgyére. Szomszédságában található a Királyi esztena (Stâna Regală), egykoron a román királyi család kedvenc kirándulóhelye.
Neve onnan ered, hogy 1896. szeptember 18-án Ferenc József meglátogatta a sziklákat a román királyi család kíséretében.

## Helytörténet
Az 1884-ben létesített román koronabirtok (Domeniile Coroanei) magába foglalta a Szinajától nyugatra eső Bucsecs-hegység előhegyeit. Ebbe beletartozott a Piatra Arsă lábánál, 1270 méter magasan található nagy tisztás is (Stâna Regală, azaz Királyi esztena), melyen istállókat és esztenaházat építettek, és egy 60–70 szarvasmarhából álló csordát tartottak. A tisztást állítólag I. Károly román király fedezte fel, és már kezdettől fogva a román királyi család egyik kedvenc kirándulóhelye volt: gyakran jöttek ide sétálni, lovagolni, piknikezni; ezenfelül ünnepélyeket is tartottak, és itt látták vendégül a korszak koronás főit is. A helyet Mária hercegnő is kedvelte; egy közeli kis tisztáson mesebeli házikót építtetett magának a fák lombkoronájában.
1896 szeptemberében Ferenc József a Román Királyságba érkezett, egyrészt a Vaskapu-szoros szabályozott szakaszának felavatása alkalmából, másrészt a románok Hármas szövetség-beli tagságának újbóli megerősítése céljából. A politikai viszonyok ellenére Ferenc Józsefet és I. Károlyt szoros barátság fűzte egymáshoz, és a román király igyekezett jó benyomást tenni az általa tisztelt császárra. Miután két napot töltöttek Bukarestben, Ferenc József és kísérete vonattal Szinajára indult, ahol lelkes fogadtatásban részesült. A másfél napos stinajai program magába foglalta a Peleș-kastély és a szinajai kolostor megtekintését, ünnepélyeken való részvételt, és ezek mellett egy kirándulást a Királyi esztenához. Itt ebédeltek, és a tisztástól keletre elhelyezkedő szikláról megtekintették a Prahova-völgy panorámáját.
A látvány igen tetszett Ferenc Józsefnek, és igent mondott, mikor I. Károly felajánlotta, hogy róla nevezi el a sziklaegyüttest. 1897-ben I. Károly utasítására lépcsőket és korlátokat építettek a kilátóig, a szikla oldalán pedig bronz domborművet helyeztek el a látogatás emlékére. A domborművet eredetileg Lecomte du Nouÿ szobrász készítette márványból a Peleș-kastély számára; a szikla oldalán látható bronztábla annak egy másolata.
A két világháború közötti időszakban renoválták a kilátóteraszokra vezető kőlépcsőket és korlátjaikat. 1934-ben egy fatemplomot is állítottak a Királyi esztenán.
A második világháború után a sziklák feledésbe merültek, a Királyi esztenát pedig kisajátította az új kommunista hatalom: szögesdróttal vették körbe, és egy vadászlakot építettek rá, melyet a kommunista méltóságok és a Ceaușescu család tagjai használtak. A tisztás nevét is megváltoztatták (Poiana Stânei), hogy ne emlékeztessen semmi a királyság korszakára; a fatemplomot elbontották és Techirghiolra szállították. Az 1989-es rendszerváltás után a hely ismét visszakerült a turisztikai körforgásba a Bucsecs Natúrpark részeként.

## Leírása
A sziklák a Piatra Arsă lábánál található Királyi esztena szomszédságában vannak, a városközponttól 7 kilométerre. A hely megközelíthető Szinaja felől az Opler-tisztástól induló szerpentines, kövezett, helyenként korláttal ellátott gyalogúton (Poteca Regală azaz „királyi ösvény”; kék sáv jelzés), Poiana Țapului felől egy turistaúton (sárga pont jelzés), a Cota 1400 és a Szent Anna-sziklák felől egy automobillal is járható erdészúton, vagy a Peleș-folyó völgyét követve egy jelöletlen ösvényen.
Három sziklán létesítettek kilátóteraszokat. A legismertebb ezek közül a Királyi esztenától mintegy 5 percre keletre elhelyezkedő 1299 méteres magaslat, ahonnan fenséges kilátás nyílik a Prahova völgyére. A kilátóhoz lépcsősor vezet, és kukker is volt a tetején. A szikla oldalában bronztábla örökíti meg Ferenc József látogatását: a dombormű bal oldalán Ferenc József, jobb oldalán a román királyi pár, alattuk az országok heraldikai pajzsai és a barátság jeleként két összekulcsolt kéz látható.
Ettől kevéssel északra van a második, alacsonyabb kilátószikla, ahol a császár és a király ebédeltek; 15 percre délre pedig a szintén kilátóterasszal ellátott Harangvirág-szikla, mely a környéken növő havasi harangvirágokról kapta a nevét. Innen nemcsak a Prahova-völgyre, hanem a Peleș-folyó völgyére és a Bucsecs-hegység egy részére (Cota 1400) is kiváló kilátás nyílik.
A sziklák történetét bemutató állandó kiállítás tekinthető meg Szinaja város múzeumában, a bronztábla hű másolatával együtt.

## Képek

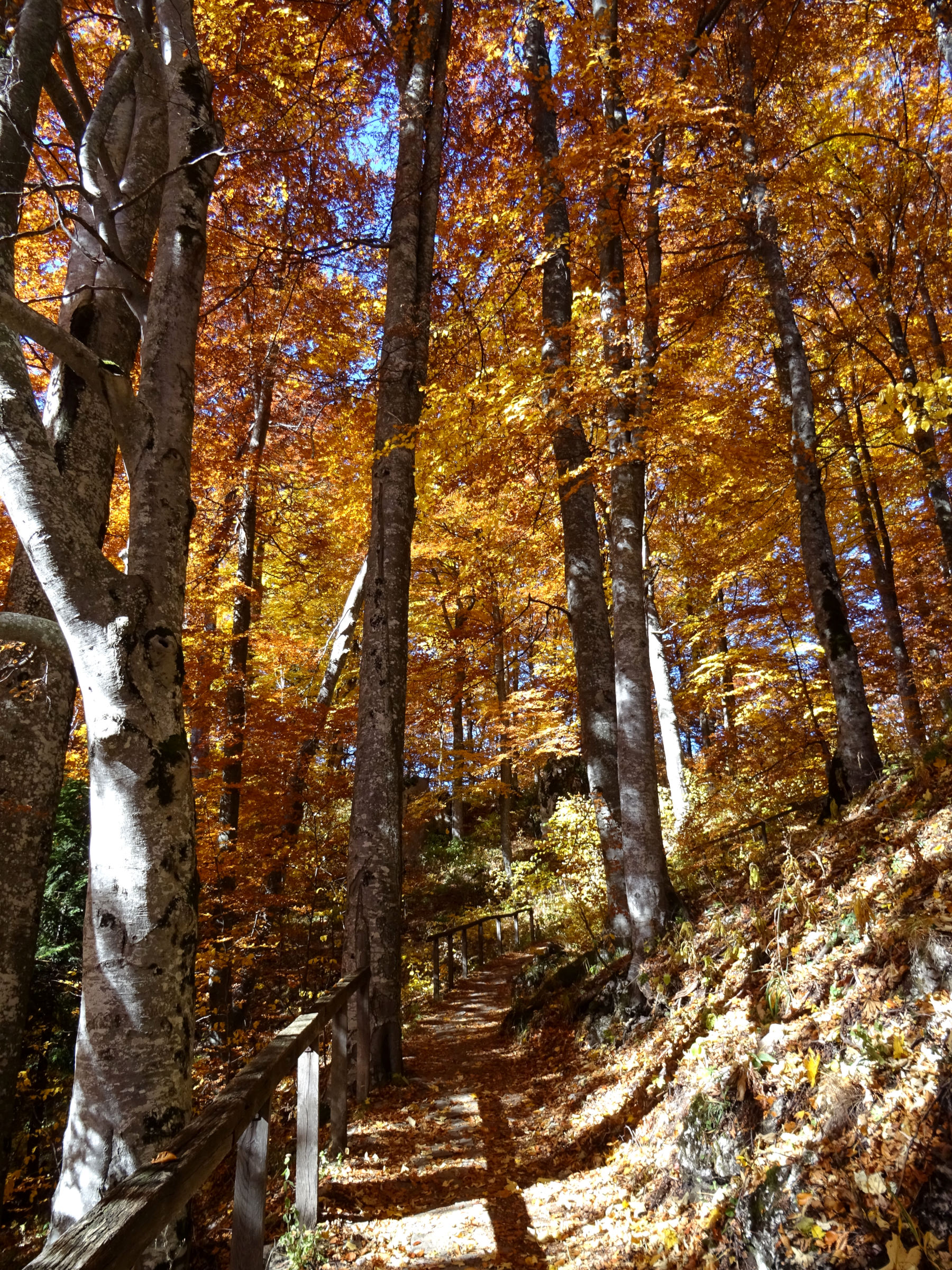
A királyi ösvény
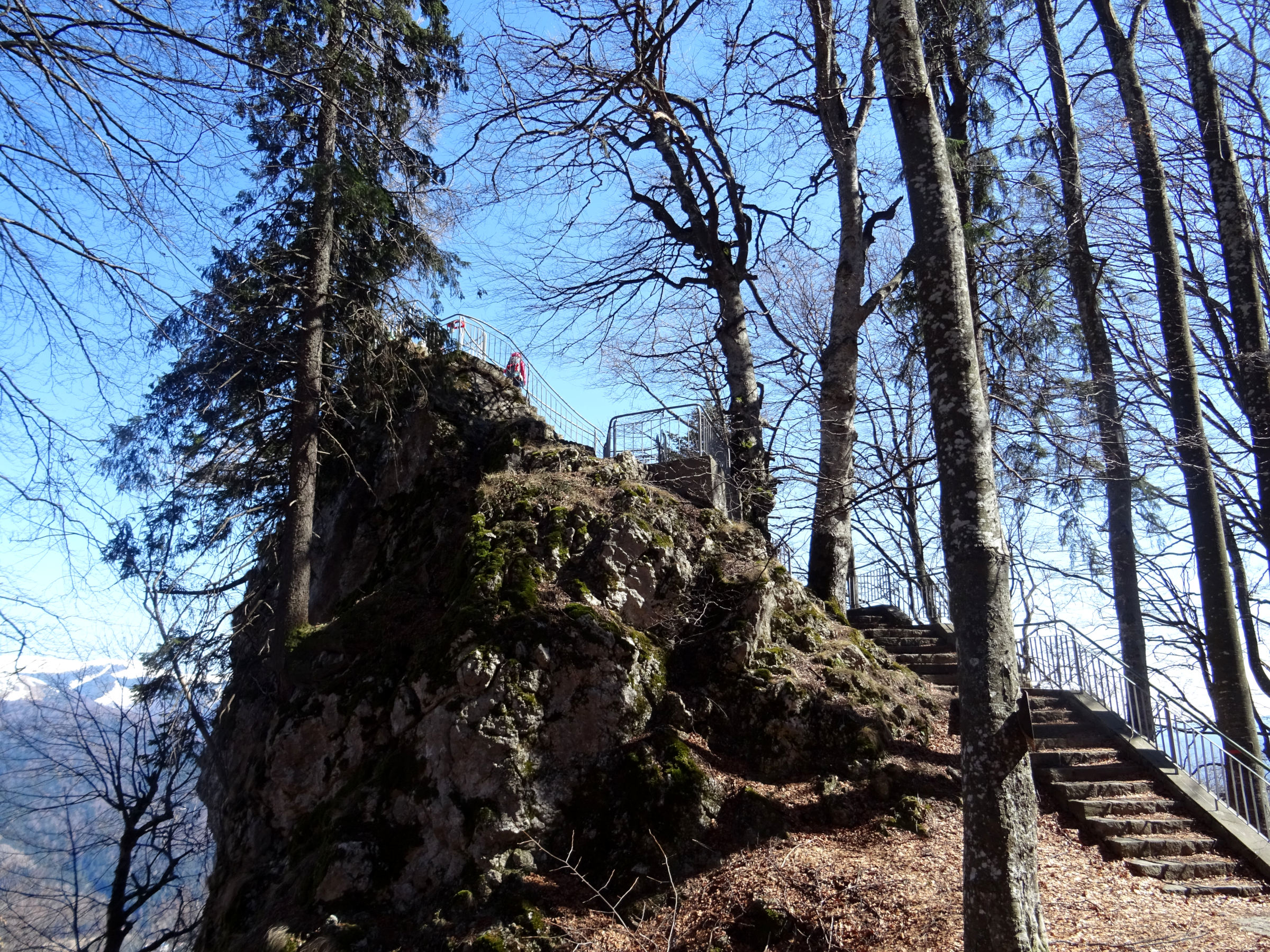
A fő szikla
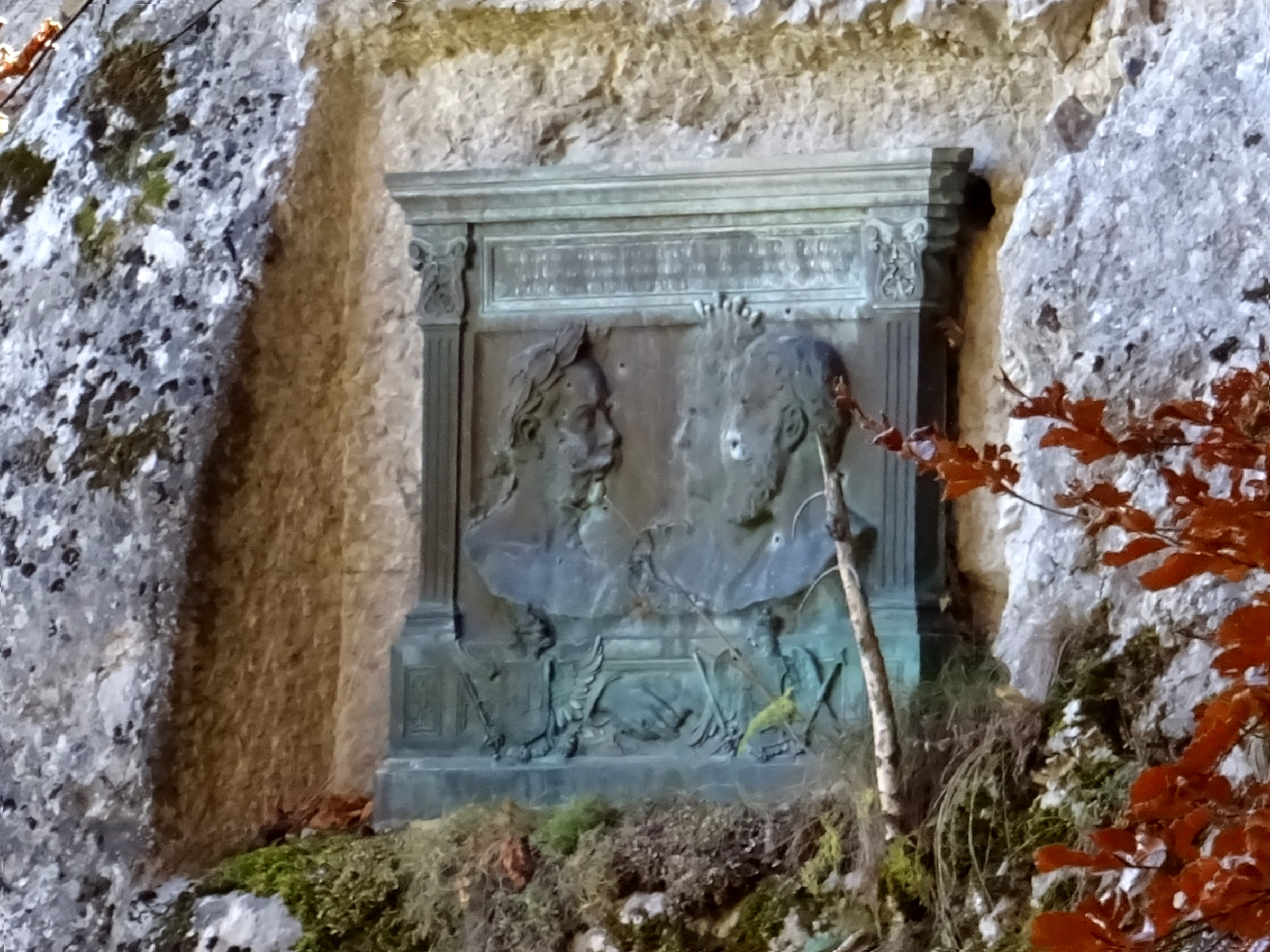
A bronztábla a fő sziklán
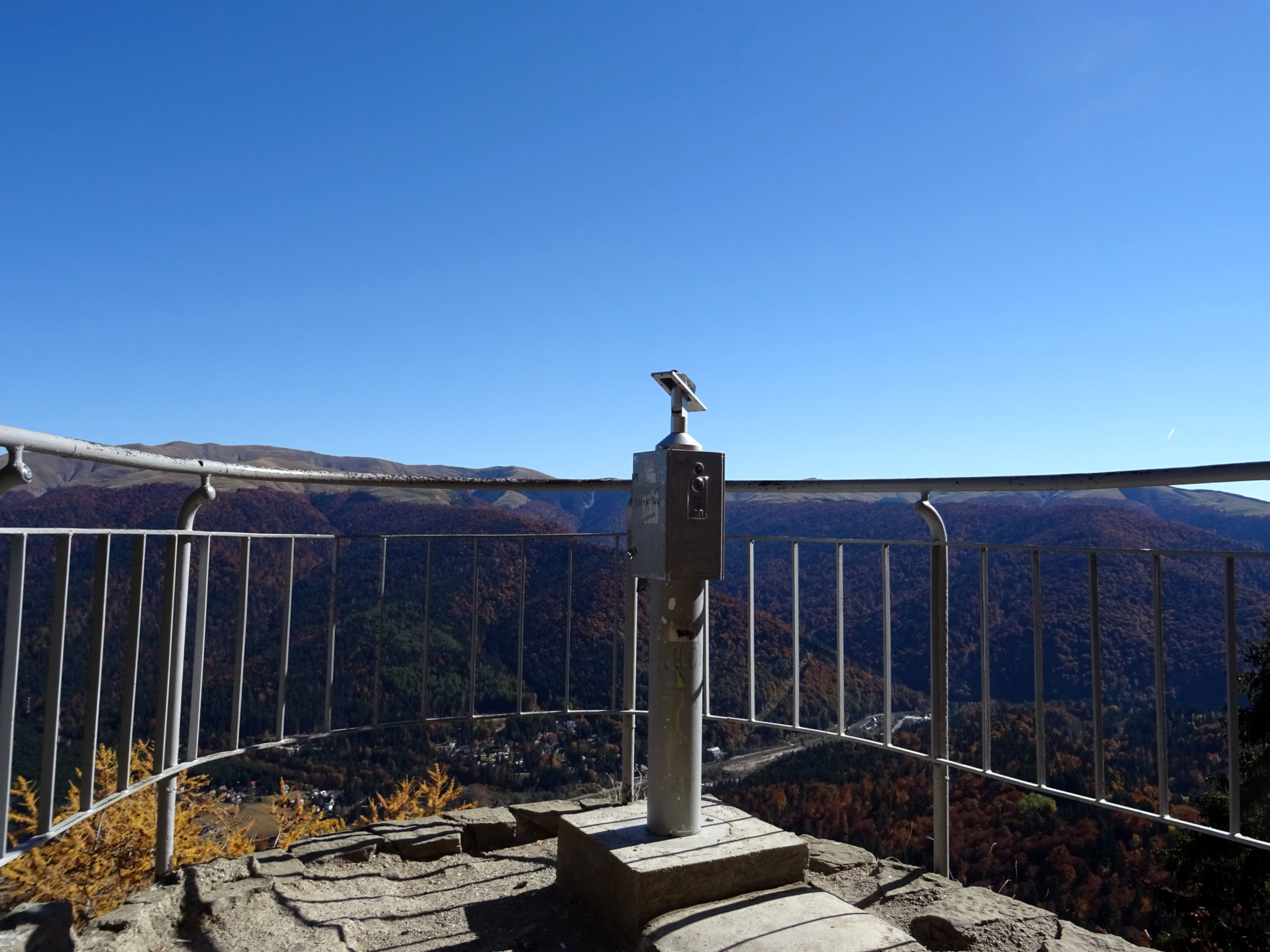
A fő szikla kilátóterasza, kukkermaradvány
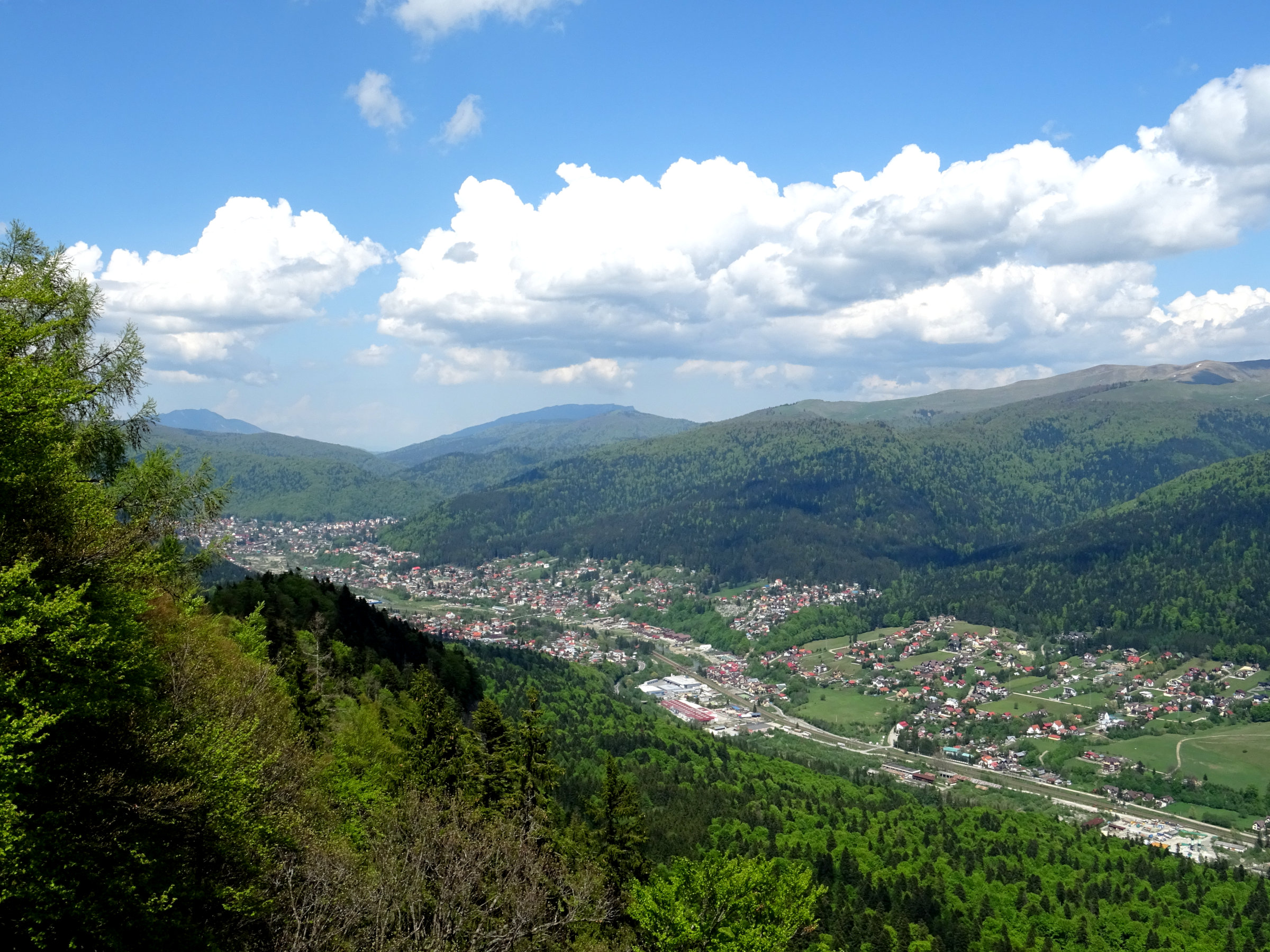
A Prahova-völgy látványa a fő szikláról
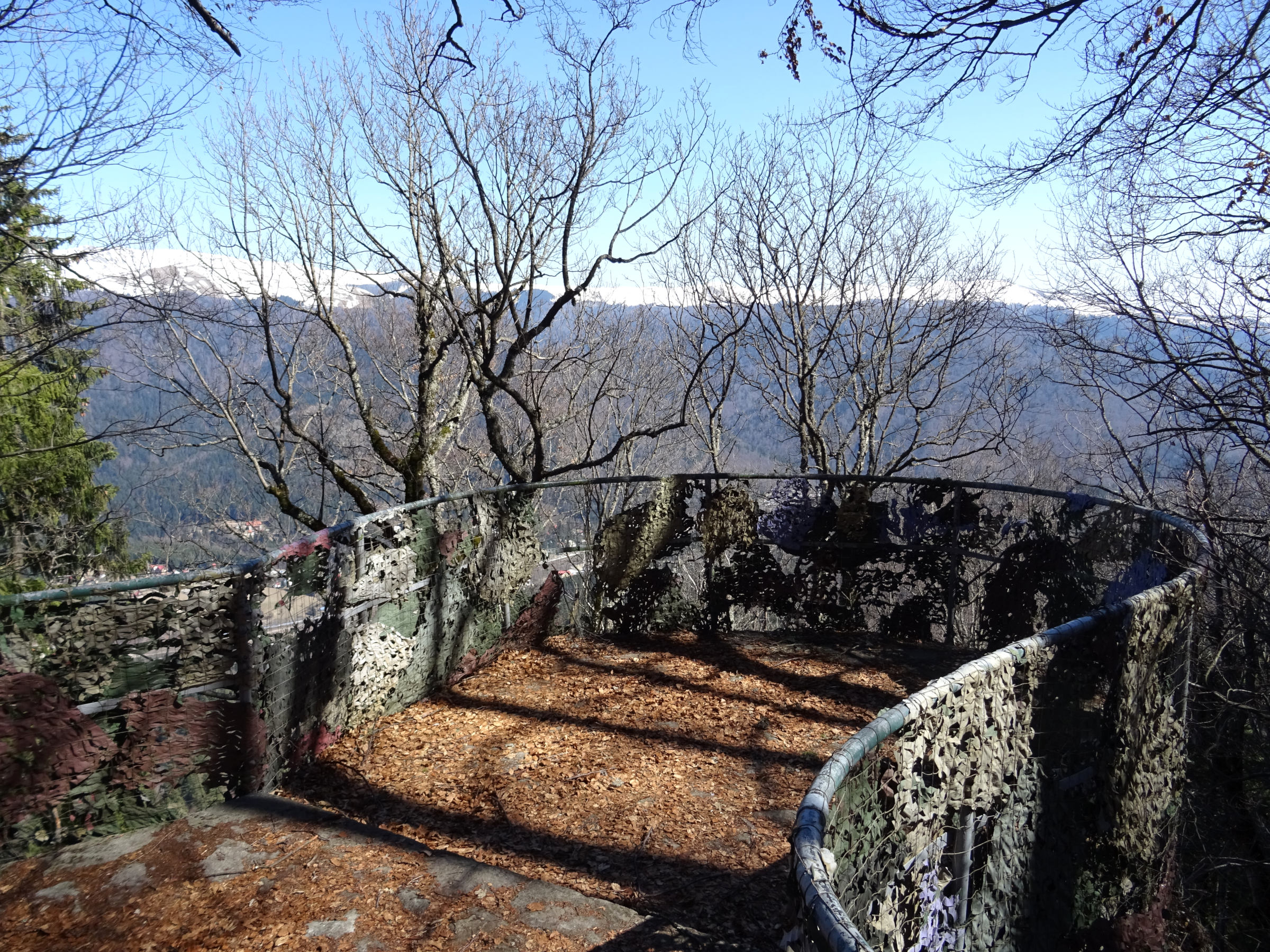
Itt ebédeltek
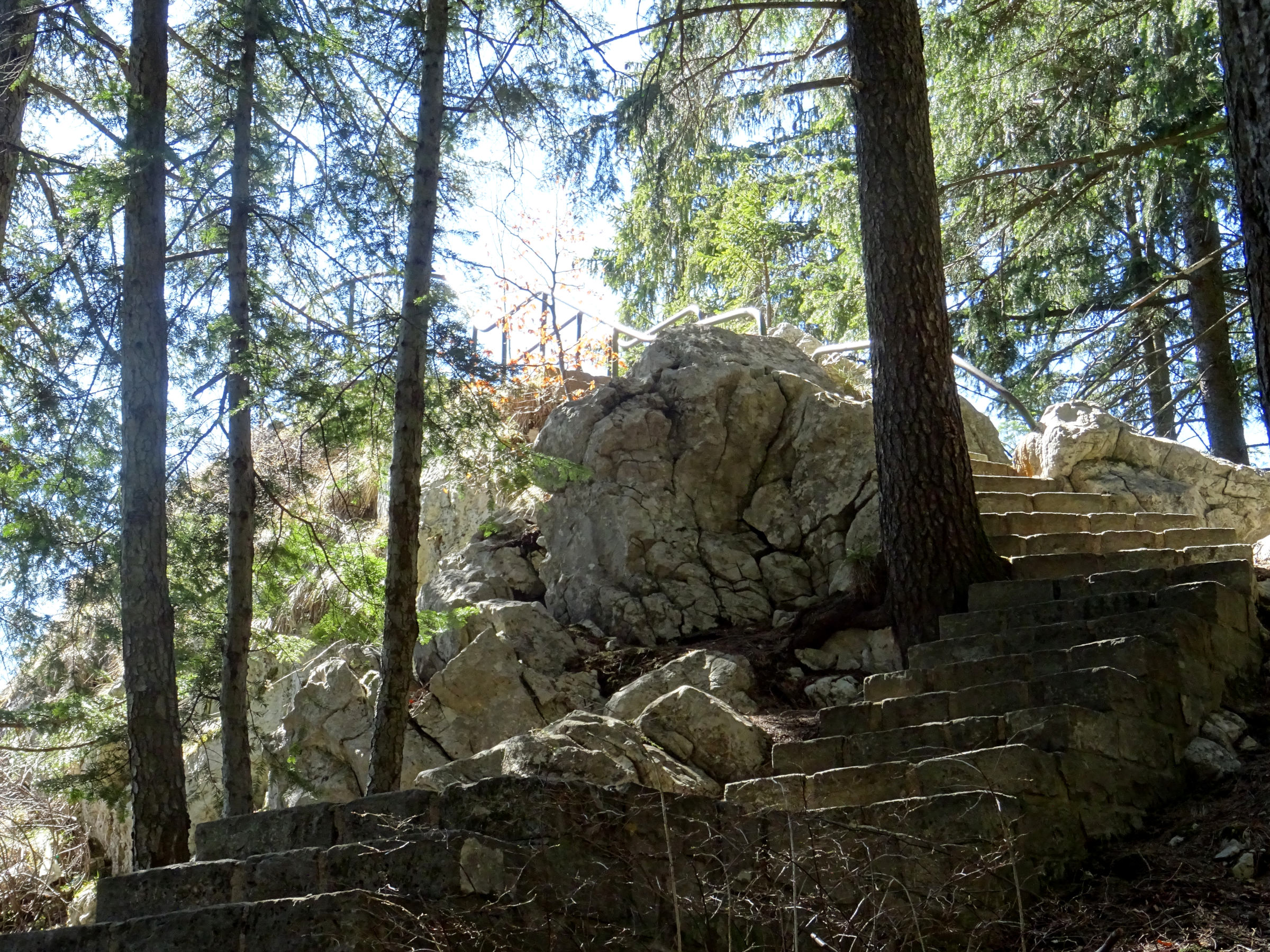
A Harangvirág-szikla
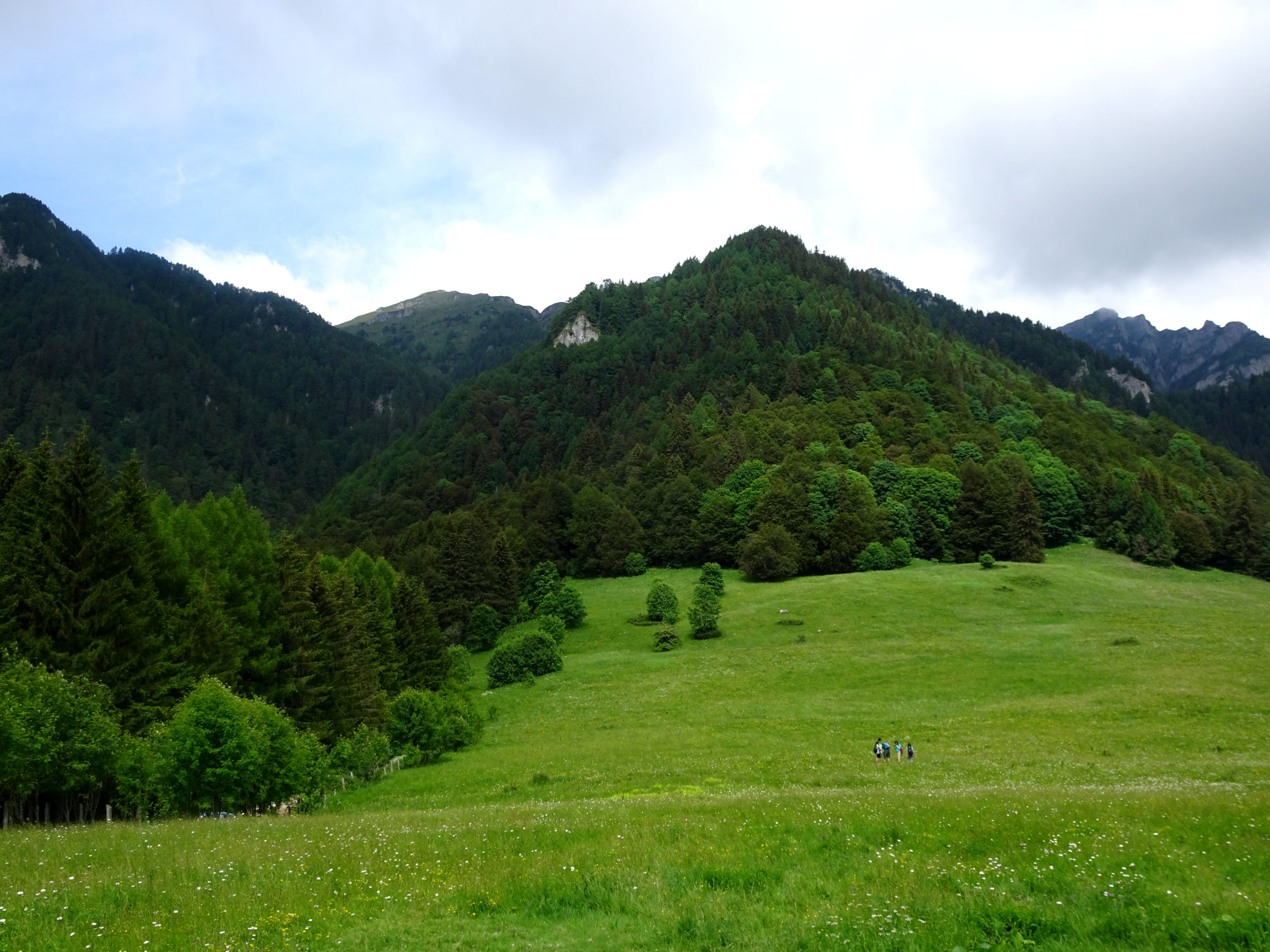
A Királyi esztena részlete